# Constantin Hușanu
Constantin Hușanu (n. 29 aprilie 1929, Pungești, județul Vaslui) este un prozator și publicist român. În prezent este secretar general de redacție la revista literară Onyx editată de Centrul Cultural din Dublin (Irlanda) fiind unul din cei trei fondatori.
Este membru al Uniunii Scriitorilor din România, Filiala Iași din anul 1998.

## Date biografice
Constantin Hușanu s-a născut la 29 aprilie 1929 în comuna Pungești, județul Vaslui). A făcut studiile elementare în satul natal și a absolvit Liceul comercial în Iași (1948). Din cauza interdicțiilor pe caz de « origine nesănătoasă » va urma și absolvi Facultatea de științe juridice din Iași mai târziu (1974). Funcții de-a lungul vieții: contabil la fermele agricole din județul Bacău: Parincea și Sănduleni (1948-1950), ofițer în Batalionul 404 Transmisiuni, Brașov (1952-1954), când este trecut în rezervă din cauza originii sociale nesănătoase (părinți chiaburi), contabil la Uzinele de Tractoare din Brașov și redactor al ziarului Tractorul, exclus din PCR și muncitor rectificator, apoi muncitor la Fabrica de rulmenți din Bârlad și redactor al ziarului Rulmentul, redactor la Radio Iași (1967-1968), redactor la ziarul Vremea nouă din Vaslui (1968-1974), economist la Uzinele Nicolina din Iași și secretar al Consiliului oamenilor muncii la Combinatul de utilaj greu Iași, de unde iese la pensie în 1991. După pensionare va activa ca redactor șef la Editura Moldova Iași (1992-2007), secretar general de redacție la revista ONYX (2012) editată de Centrul Cultural din Dublin (Irlanda) fiind unul din cei trei fondatori.

## Opera

### Volume de proză
- Pe fluviu la deal , antologie, Comitetul de Cultură, Vaslui, 1983
- Vitrina cu fantasme, – roman, Editura Moldova Iași,1998
- Pastile contra morții, – povestiri, Editura TipoMoldova, Iași, 2001, revizuită și întregită  și reeditată în colecția Opera Omnia sub titlul Interiorul unui cerc, la Editura Moldova Iași, 2012.
- Erotica, – 2 romane: Clubul Megasexe și Prețul vieții ca de câine, Editura TipoMoldova, Iași 2002.
- Ademenirea, – roman, Editura Moldova, 1996
- Jurnal tardiv, început și fără sfârșit 2000 – 2006, vol I., Editura PIM Iași, 2006.
- Cursești, Istoric și evocări la capăt de veacuri și milenii, monografie, 2009, Editura PIM Iași.
- Jurnal tardiv început și fără sfârșit 2007 – 2010, vol II., Editura PIM Iași, 2010.
- Cotnariul în literatură și artă,  Editura PIM Iași, 2011.
- Album de familie, fotografii comentate, Editura PIM Iași, 2011.
- Reflecții la reflecții Pe portativul anilor, Editura PIM Iași, 2013

### Publicistică
- Caietul cu amintiri, povestire distinsă cu premiul I pe țară la concursul  organizat de revista Clubul nr.12 din decembrie 1964;
- Nu sunt doamna Moruzi, povestire, revista Cronica nr.18 din 11 iunie 1966;
- Oameni cu capul spart, povestire, în Culegerea „Inscripții”, Bârlad, 1967;
- Secvență, schiță, în Culegerea „Înălțimi”, editată de Casa regională a creației populare Iași, 1968;
- Frâna și Necazul colecționarului, povestiri, în Culegerea Uniunii Generale a Sindicatelor, „Cântece de om” – 1968;
- O idee năstrușnică, povestire, în culegerea „Arc peste timp”, editată de UGSR în 1977;
- Newton al doilea, povestire umoristică, în revista Flacăra, 1977, condusă de poetul Adrian Păunescu;
- Prefață, la cartea de versuri Gelu Năduf, în revista Moldova, Iași, anul IV, nr.1 (14), ianuarie 1993;
- Comportamentul sexual aberant, recenzia cărții dr. Mihai Șelaru, în ziarul Monitorul de Iași nr.81 (538), 1993;
- Divagații disperate din interiorul unui cerc, povestire, în revista Moldova, Iași, nr.17, 18, 19, Anul V, 1994
- O raită, povestire, revista Convorbiri literare nr.8 din august 1996;
- Trenul spre eternitate, povestire, în ziarul Opinia, Iași, din 13-14 aprilie 1996;
- Lecție pe ostrov, Revista Convorbiri literare, Iași,  din 4 februarie 1996;
- Nocturnă, povestire, revista Convorbiri literare nr.8 (20), august 1997;
- Spre rădăcinile arborelui genealogic, povestire, în revista Convorbiri literare nr.6 (30), iunie 1998;
- O construcție cinematografică, cronică literară la romanul lui Constantin Clisu „Mama nu e vinovată”, în revista Convorbiri literare nr.12 (48) 1999;
- Imagini mitice, cronică la cartea lui Emilian Marcu La porțile singurătății, în revista Convorbiri literare din februarie 1999;
- În grădina lui Emil, Emilian Marcu, articole critice, 25 mai 2000, - Emilian Marcu - crispedia.ro www.crispedia.ro/Emilian_Marcu;
- Păcatul original, povestire, și Hușanisme, în revista „Cuvântul adevărului” vol. III, nr.1-2, 2000, Alberta, Canada;
- Interviu cu un muritor la poarta veșniciei, povestire, în revista Convorbiri literare, Iași, anul IV nr.1 (61), iunie 2001;
- Cronică literară, în volumul de versuri Hierofanie de Aurel Ștefanachi, în revista Moldova nr.2 (11), Anul III, iunie 1992;
- Prefață la romanul Cumpăna semnelor, de A.Ganci,  Editura Moldova, Iași 1995;
- Omar din dealul Copoului, cronică literară la cartea de poezie „Omul interzis”, de Alexandru Tacu, în revista Convorbiri literare, Iași, din luna noiembrie 1996;
- Prefață la cartea de versuri Ars longa – vita brevis de Cătălin Anuța, Editura Moldova Iași 1997;
- Prefață la cartea Tratament naturist integral, de Viorel Pașcanu, Editura Moldova Iași, 2000;
- Prefață la volumul de versuri Talion, de Ghe. Târziu, Editura Moldova, Iași, 2000;
- Prefață la lucrarea Atitudine mistică și misticism, de Cicerone Teodorescu, Editura Moldova Iași, 2001;
- Prefață la cartea de versuri Dincolo de lumină, de Maria Hodoroabă, Editura Moldova Iași, 2002;
- Postfață la Amintirile verbului, Poezii, Lângă Dumnezeu, poeme de Aurel Ștefanachi, Editura Moldova, 2002:
- Prefață la lucrarea Teatru scurt, de Veronica Grigoraș, Editura Moldova Iași, 2002;
- Prefață la cartea Povestiri cu… tâlc, de Sidonia Simionescu, Editura Moldova, Iași, 2003;
- Prefață (Cronica cronicarilor)  pag. 5-8,la lucrarea Mari personalități ale culturii române într-o istorie a presei bârlădene de Ion N..Oprea, Editura TipoMoldova, 2004 Iași.
- Prefață la romanul Cine a descoperit Europa, de Nicolae Ariton, Editura TipoMoldova Iași, 2004;
- Postfață la lucrarea Vaslui- Țara de Jos – în presa vremii, 1875-2005, de Ion. N. Oprea, Editura Edict, Iași, 2004 ;
- Prefață la cartea eseu O nouă filozofie despre om, de Stelian Baboi, Editura TipoMoldova, Iași, 2005;
- Prefață la  Mihai Mocanu – Republica idioților, Editura TipoMoldova, Iași, 2005.sub titlu „Utopia ca necesitate ontologică”:
- Utopia ca necesitate ontolohică, în Ziarul „24 de ore” din Iași, 31 august 2005;
- Prefață (Adagium) la lucrarea ing. Cezar Zugravu, Dictatura – o tragedie românească, Editura TipoMoldova, Iași, 2006 ;
- Prefață la lucrarea  Securitatea – o organizație teroristă și criminală, de Cezar Zugravu, Editura TipoMoldova Iași, 2006 ;
- Prefață la volumul de versuri Picătura de amar, de Vasile Comaniță, Editura TipoMoldova, Iași, 2007 ;
- Postfață la lucrarea „Bârladul în presa vremurilor - de la revista „Păreri – la ziarul „Steagul roșu” de Ion N.Oprea, Editura PIM Iași, 2007;
- Prefață la volumul de versuri Exod, de Ghe. Târziu, Editura Moldova, Iași, 2007;
- Interviu cu Nichipercea în toiul nopții, povestire, în revista Academia Bârlădeană, Anul XV, 3 (32), trim.III, 2008;
- Carte frumoasă, cinste cui te-a scris…!, cronică literară la cartea Rădăcinile continuității de Ștefan Boboc – Pungeșteanu, în Revista de cultură și informație Orizonturi, Chircești-Vaslui, nr.17/martie 2009;
- Dialog între prieteni, publicată în: Ion N.Oprea, Carte… Editura PIM, Iași, 2009.
- Mama peste veac, publicată în Ion N.Oprea Carte MAMA, antologie, Editura PIM, Iași, 2009;
- Postfață ( Dincolo de capătul unei vieți) la lucrarea Eroi au fost… Memoriile mele, de Ioan Costache Enache, Editura PIM , Iași 2010;
- Lexicologie derutantă, povestire, în revista Academia Bârlădeană, Anul XVII, 4 (41), trim.IV, 2010;
- Generația mea, generație cobai, eseu, în revista Elanul nr.97, martie 2010;
- Dragi români din Edmonton, în revista „Cuvântul adevărului” , Edmonton, Alberta, Canada, Anul XIV, nr.1-2, 2011, pagina 25;
- Supliment la istorie, cronică literară la romanul Iubiri pasagere, de C.Manoliu, în revista Pro Saeculum nr.7—8 octombrie-decembrie 2011:
- Recurs la Motto, pamflet, în Revista culturală „Ecouri literare” Vaslui, nr.8/2011, paginile 10-11;
- Confesiuni materne, povestire, în Revista culturală „Ecouri literare” Vaslui, nr.8/2011, paginile 11-13;
- Dragi români din Edmonton, în Ion N.Oprea, „Strămoșii noștri din arhive”, Editura PIM Iași, 2011, pag. 40-41;
- Postfață (pag.361-363) la volumul Ion N.Oprea „Românii așa cum sunt”, Editura PIM Iași/2011 – plus portret pe manșeta coperții III;
- Recurs la Motto, pamflet, în Ion N.Oprea, Românii așa cum sunt, Editura PIM Iași, 2011, paginile 198-200;
- Postfață la romanul Iubiri Pasagere, de C.Manoliu, pag.577, Editura PIM Iași, 2011;
- Amintiri din sufragerie greu digerabile, cronică, în revista Pro Saeculum nr.73-74/2011;
- Mama noastră – pământul, povestire, în revista Ecouri literare, Vaslui, nr.9/2011;
- O cunună aniversară, recenzie la cartea Ștefaniade în sos picant, de Ștefan Boboc, Editura Rocad, Iași, 2012;
- Sisif de pe malul drept al Bahluiului , pamflet, în revista Onix nr.1,- Dublin, Irlanda,  2012;
- Povestea lunei, povestire, revista Cronica veche nr.14/2012;
- Scrib la istoria Moldovei, recenzie la cartea „Vulturul deșertului” de Ion Muscalu,  în revista Elanul nr.132, pagina 20, februarie 2013;
- Lumea mirifică a ficțiunii, cronică la romanul Suburbii municipale de Emilian Marcu, în revista Onix nr.3/ februarie – Dublin, Irlanda,  2013;
- Pasiunea pentru memorialistică, note de lector la cartea:Ion N.Oprea, Alexanndru Mânăstireanu. Corespondența, Editura PIM, Iași, 2013;
- Cu îndemânare, recenzie în „Mozaicul lui Ticuță „ Editura PIM, 2013, pag.20-23;
- INO își adună copii acasă – prefață . în Ion N. Oprea , Oameni și Opera, editura PIM, Iași 2013, p. 5- 9.